# Éliane de Meuse
Éliane de Meuse (Brussel, 9 augustus 1899 - Vorst, 3 februari 1993) was een Belgische kunstschilderes. Zij won in 1921, als eerste vrouw, de Godecharleprijs. 

## Biografie
Ze werd geboren als Eliane Georgette Diane Demeuse, haar vader Gaston Demeuse was wisselagent en een neef van haar moeder. Op jonge leeftijd begon Demeuse met tekenen en schilderen en oefende ze onder andere in de studio van genreschilder Guillaume Van Strydonck en kreeg ze advies van de beeldhouwer Marcel Rau. Vanaf 1916 besloot ze om echt kunstschilder te worden en meldde ze zich aan bij de Koninklijke Academie voor Schone Kunsten van Brussel. Op de Academie was ze student onder de symbolistische schilder Jean Delville en de portretschilder Herman Richir. Ook ontmoette ze op de Academie de schilder Max Van Dyck, waarmee ze in 1922 mee trouwde. Van Dyck won op jonge leeftijd de Prix de Rome (België) en zou later directeur worden van de eerder genoemde Koninklijke Academie voor Schone Kunsten. 
In 1921 won ze, als eerste vrouw ooit, de Godecharleprijs. Ze werd geprezen voor haar manier om de essentie van vorm en expressie te begrijpen.  Het winnen van de prijs stelde haar in staat om enige tijd door te brengen in Italië.
Vanuit alle invloeden ontwikkelde haar kunst zich in een stijl die lijkt op het Post-Impressionisme. Critici hebben opgemerkt dat de Meuse veel heeft geërfd van de Belgische stroming, het Luminisme. Een stroming waarbij aspecten van het realisme, impressionisme en het neo-impressionisme werden gecombineerd. Charles Bernard, een belangrijke criticus uit haar tijd zag niet zozeer de invloeden vanuit het impressionisme maar dat zij de spirituele dochter was van James Ensor.
Er is ook een voorbeeld van een (anonieme) criticus die wel talent zag in het werk van de Meuse, maar vond dat het weergeven van het menselijk lichaam voor haar nog een te zware opgave zou zijn.

## Werken (selectie)
- Daphnis en Chloé, olieverf op doek (225 x 180   cm) - Godecharle Award 1921
- Les Dahlias blancs, olieverf op doek, voormalige privécollectie van de koningin der Belgen, Elisabeth van Beieren
- Stilleven met rode schoenen, 1944, olieverf op doek (71,5 x 80   cm), collectie van Museum voor Schone Kunsten, Gent(MSK), België.
- L'enfant, olieverf op doek (60 x 48   cm), collectie Musée des Beaux-Arts Tournai, België.

## Individuele exposities
- Palais des Beaux-arts de Bruxelles - 1936 (België)
- Cercle artistique d'Anvers - 1936 (België)
- Galerie Rencontre - 94 Louise Avenue, Brussel - 1981 (België)
- Kelterhaus-Muffendorf - Bonn (Bad-Godesberg) - 1982 (Duitsland)
- Rétrospectief georganiseerd door de Stad Brussel en door de Crédit Général, een Belgische bank, Grand Place nr 5 te Brussel - 1991 (België)

## Groepsexposities

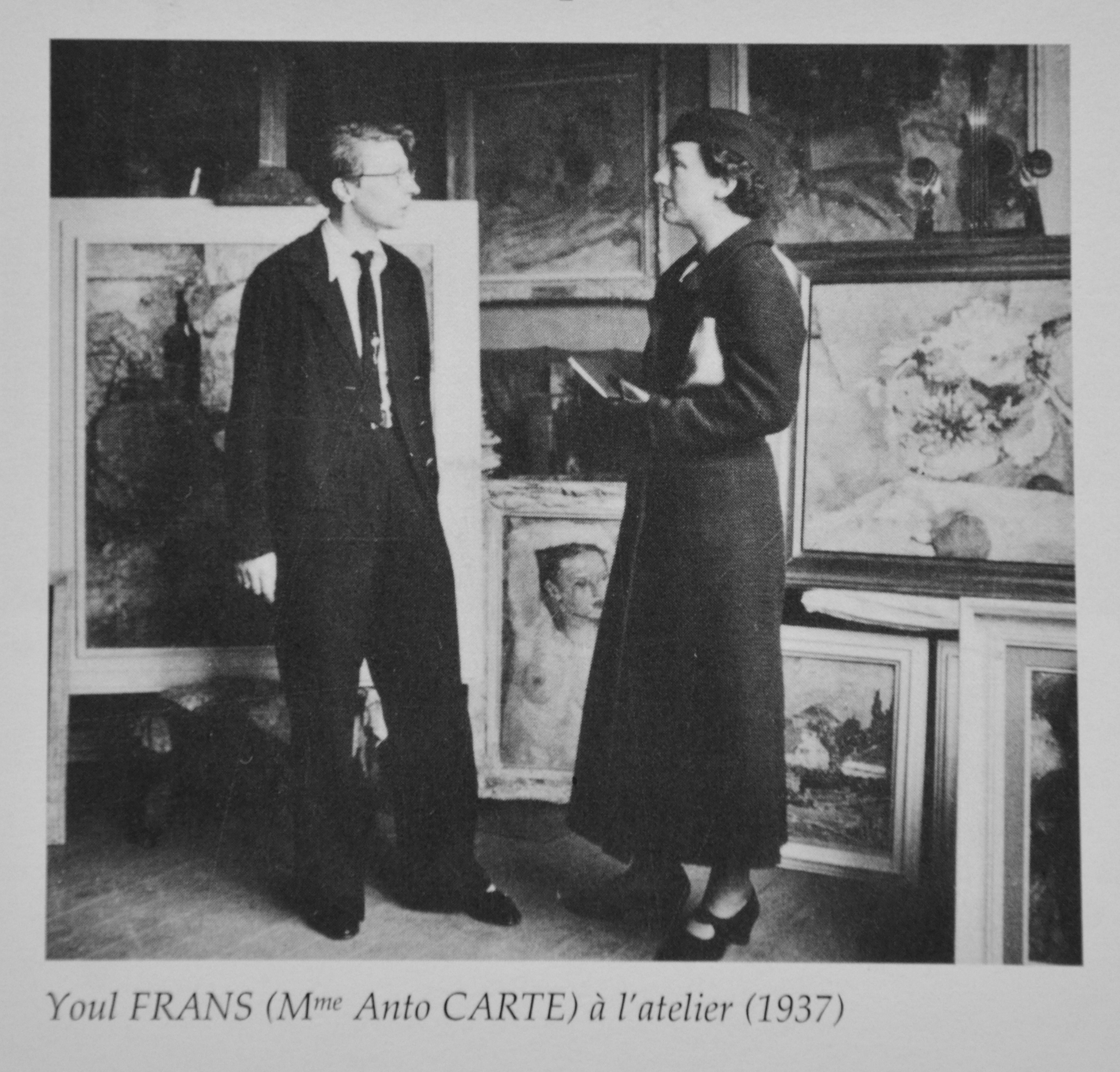
In het atelier van Eliane de Meuse. Mevr Youl Frans die verantwoordelijk was voor de selectie van kunstwerken van de Meuse voor de expositie in de Carnegie Museums in Pittsburgh.

- Femmes artistes d'Europe, 1937, Galerie nationale du Jeu de Paume in Parijs met vertegenwoordigers van het impressionisme Berthe Morisot, Mary Cassatt, Marie Laurencin en Marie Bashkirtseff
- l'Art belge, 1937 en 1938, Carnegie Museums van Pittsburgh (VS), met andere Belgische schilders: Anto Carte, Constant Permeke, Gustave De Smet, Isidore Opsomer en René Magritte
- Exposition du Progrès social, 1939, in de Galerie du Palais de la Mairie de Lille (Frankrijk)